# Ovitský tunel
Ovitský tunel (turecky Ovit Dağı Tüneli) je dvojtubusový silniční tunel pod průsmykem Ovit na silnici D925 spojující města İkizdere v Rizenské provincii a İspir v Erzurumské provincii v severovýchodním Turecku. S celkovou délkou 14,35 km jde o nejdelší tunel v zemi.
Tunel má vylepšit spojení provincií Rize a Erzurum s cílem zajistit Východní Anatolii rychlejší dopravní spojení k Černému moři.

## Historie
První plány tohoto tunelu existovaly již v roce 1880 za éry Osmanské říše. K realizaci tehdy nedošlo. Roku 1930 byla s nasazením 1500 dělníků postavena silnice spojující město İspir s İkizdere procházející sedlem Ovitského průsmyku v nadmořské výšce 2600 m. Tato silnice (D-925) byla v zimě často neprůjezdná.
Stavební práce na tunelu a přivaděčích byly s velkou slávou zahájeny 12. května 2012 v přítomnosti předsedy vlády Recep Tayyip Erdoğana. Otevření tunelu bylo plánováno na rok 2017. Nakonec byl tunel slavnostně uveden do provozu 13. června 2018. Po dokončení jde o 4. nejdelší dvojtubusový silniční tunel světa.